# Maurice Janin

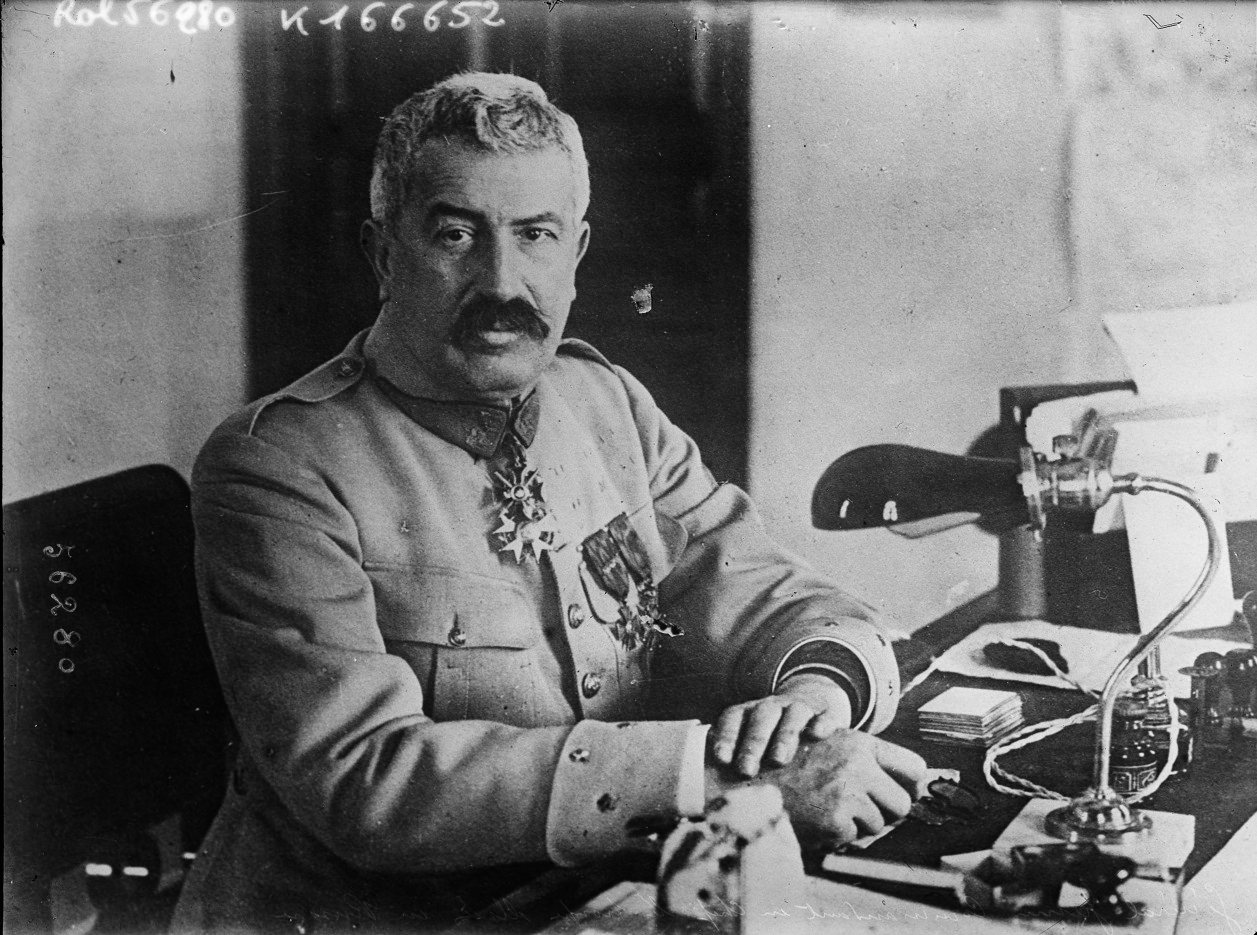
Maurice Janin

Pierre-Thiébaut-Charles-Maurice Janin (* 19. Oktober 1862; † 28. April 1946) war ein französischer General. Er leitete die französische Militärmission im Russischen Bürgerkrieg.

## Leben
Maurice Janin absolvierte die Militärschule Saint-Cyr. Von 1909 bis 1911 besuchte er die russische Nikolaus-Generalstabsakademie in St. Petersburg. Am 20. April 1916 wurde er zum General befördert und im Mai zum Vertreter der französischen Mission der Triple Entente im Russischen Reich ernannt. Dazu begab er sich in das Hauptquartier des Kommandos des Obersten Befehlshabers in Mogilew. Nach der Oktoberrevolution kehrte Janin Ende 1917 zunächst nach Frankreich zurück.
Am 24. August 1918, fünf Monate nach der Unterzeichnung des Friedensvertrages von Brest-Litowsk, ernannte ihn Generalstabschef Ferdinand Foch zum Oberkommandierenden der alliierten Interventionstruppen in Russland. Eine seiner Aufgaben war es, die Tschechoslowakischen Legionen über Wladiwostok zu evakuieren und an die Westfront zu verbringen. Zur gleichen Zeit setzte Winston Churchill Alfred Knox als Chef der britischen Militärmission ein, der allerdings weitgehend autark agierte. Am 18. November 1918 übernahm – mit Billigung der Briten – Koltschak, der Befehlshaber der Weißen Armee in Sibirien, provisorisch die Regierung in Omsk. Am 16. Dezember traf Janin dort ein. 
Am 14. November 1919 eroberte die Rote Armee Omsk. Koltschaks Armee und die Militärmissionen sowie 200.000 Zivilisten zogen zumeist zu Fuß über den Sibirischen Trakt nach Osten ab, und am 14. Januar 1920 ließ Janin Koltschak in Nischneudinsk ultimativ „unter alliierten Schutz“ stellen. Die Tschechoslowakischen Legionen verbrachten ihn nach Irkutsk, wo der Stadtrat der Sozialrevolutionäre den Durchzug erlauben wollte, falls man Koltschak ausliefere. Janin, der sich bereits in Wladiwostok aufhielt, genehmigte das, und die Legionen handelten noch 30 Waggons Kohle aus. Der Rat, den kurz darauf die Bolschewiki übernahmen, exekutierte Koltschak. Zusammen mit General Milan Štefánik evakuierte Janin 30.000 tschechische Legionäre sowie 1.100 französische Soldaten (davon 200 Offiziere). 
1920 kehrte Janin nach Frankreich zurück und brachte die letzten Fotos vor der Ermordung der Zarenfamilie aus dem Ipatjew-Haus mit, die Pierre Gilliard ihm übergeben hatte.